# Suteus
Els suteus van ser un grup nòmada possiblement d'origen semita que vivia en tendes al desert de Síria, prop de l'Eufrates des d'on van emigrar a diversos llocs. Eren una confederació tribal com les dels benjaminites i bensimalites de Mari (Mesopotàmia) o com els israelians. Mentre que la confederació dels benjaminites estava formats per cinc tribus, i la dels israelians per dotze, els suteus eren tres o quatre (Almutu, Mikhalizayu, Yakhmamu). La confederació estava unida per interessos comuns, i reconeixien un cap superior que la representava en les seves relacions externes, i adoptava el nom de suteus, sense perdre el de cada tribu, però amb un sentiment d'homogeneïtat per l'existència d'un ascendent comú (dubtosa però que es creia certa).
La seva força venia donada per la solidaritat del grup i les relacions familiars. Les relacions entre tribus s'establien amb llaços ficticis de fraternitat. El clan (gayum) era la unitat econòmica i social immediata per sota de la tribu, i habitava en viles i llogarets on s'agrupaven en barris específics, un per cada clan. Algunes poblacions tenien molt pocs barris, d'altres més de trenta. Per sota del clan hi havia els bit-abim, unitats menors, potser llinatges.
En temps de Rim-Sin I de Larsa van formar part de l'aliança contra aquest rei que va reagrupar a les ciutats d'Uruk, Isin i Babilònia. Les tauletes de Mari els descriuen com a saquejadors a les rutes de caravanes recorrent les estepes de Mari a Palmira i Qatna.
Després una part es va establir a Alalakh durant el govern d'Idrimi (abans del 1450 aC). Se'ls menciona també duent a terme petites lluites contra Assíria als segles XIV i XIII aC però cap a l'any 1350 aC se'ls esmenta principalment als territoris de Llevant i de Canaan. Les cartes d'Amarna els anomenen en 8 de les 382 tauletes. Eren habitualment mercenaris, com els habiru de Síria, i de vegades se'ls anomenava akhlamu. Un carta d'Amarna escrita per Biryawaza de Damasc al faraó explica: "Jo estic, amb els meus soldats i carros, i els meus germans, els meus "apiru" i els meus suteus, a disposició dels arquers, allà on el meu rei, el meu senyor, em mani". En aquest cas els suteus i els habiru són aliats de Biryawaza i els egipcis.
La tribu sutea dels nihsanu va pactar amb Assíria que no donarien ajut, agua o menjar als enemics d'aquell país, com els cassites, sukheus (Shuhi), subareus (Shubaru) i les altres tribus dels propis suteus. Sembla que els suteus van actuar com a espies valent-se del seu caràcter nòmada que els feia viatjar i conèixer el que passava en molts llocs. El suteus van actuar a la regió de l'Eufrates mig i això podia ser un dels elements que van provocar l'enfonsament del poder hurrita. El visir assiri Ili-pada i els "grans" suteus eren encarregats de fer respectar l'acord.
Posteriorment sembla que el nom de suteus es va donar de manera genèrica als nòmades semites occidentals i també als martu o amorreus nòmades. El suteus originals van mantenir els saquejos fins al final del mil·lenni.
A Babilònia sota el rei arameu Adadapaliddina (1067 aC - 1046 aC) es va establir l'aliança amb Assíria. El rei esperava contenir la segona onada d'arameus nòmades. Però llavors va tenir lloc la invasió dels suteus que a la segona meitat del segle xi aC van causar la ruïna del país i durant 20 anys es va instal·lar una nova dinastia.
Després van actuar com a mercenaris tant de Babilònia, com dels reis de Síria. Al segle viii aC eren aliats dels arameus. Haurien estat els causants de la destrucció de Sippar. Se'ls esmenta per darrer com aliats a Merodacbaladan contra Assíria cap a l'any 710 aC i en les lluites que van seguir. Es diu que els moabites eren descendents del suteus.